# 施美夫
施美夫會督（1815年6月19日—1871年12月14日，或譯史密夫、四美、司蔑，因為當年的譯名欠缺統一。）是英国圣公会来华传教士，聖公會維多利亞教區首任會督（主教，1849年—1865年），亦曾擔任香港的“教育委員會”主席，及多家由教會開辦學校的校長，被譽為香港現代教育的先驅。

## 生平
1815年6月19日，施美夫出生於英格兰西南部森麻實郡的惠灵顿。1837年获牛津大学学士学位（1843年获硕士学位，1849年获博士学位）。
1839年，施美夫成爲英國聖公會会吏，1840年被按立为會長(牧师)。不久他加入英国圣公会的海外差会Church Missionary Society，成为一名傳教士。
1844年9月25日，施美夫和麥麗芝牧師（T.McClatchie）抵达香港，他们是最早来华的2位英国圣公会传教士。
1845年5月25日，施美夫和文惠廉主教全家一起离开香港，于6月16日抵达上海，在上海住了大约10天后，施美夫前往宁波、福州等通商口岸考察。他们对通商口岸进行考察后，确定浙江宁波为该差会在中国的传教中心。由于健康原因，1846年10月6日回到英国。他回国后，极力宣传中国的属灵需求，号召更多同工奉献，并筹集了宣教资金。1847年，他还将通商口岸的见闻写下来，撰成《五口通商城市游记》一书。
1849年5月29日，34岁的施美夫在英国坎特伯雷大教堂被授予圣职，出任新成立的中国维多利亚教区會督（主教），负责香港、大陆、日本等远东地区的宣教工作。与此同时，他同大英圣书公会的秘书布朗黛蓝牧师（Rev.A.Brandram）的女儿结婚。
1850年3月29日，施美夫夫妇同孟可美牧师（Rev.E.T.R.Moncrieff）、岳牧师（F.F.Gough）、温敦牧师（w.welton）以及札成牧师（Mr.R.D.Jackson）一起乘坐“乔治·速洛克爵士号”（sir George Pollock）抵达香港。他在香港致力于传教及教育工作，並擔任聖保羅書院之第一任校長。他在香港的期間，亦有到亞洲其他國家地區傳教。
1853年，施美夫出任香港“教育委員會”主席（“教育委員會”其後於1865年改組為「官校署」，是香港教育局的前身），负责督导5间政府资助华人学校的发展，因此施美夫被誉为“香港现代教育的先驱”。聖公會當時開辦的中等學校，還有曰字樓女館（The Diocesan Native Training School），是一八五九年由史密會所創設，它是拔萃男書院和拔萃女書院的前身。 
1864年，施美夫離開香港回到英國定居，次年从主教职位退休。
1871年12月14日，施美夫於英國Blackheath（当时属于肯特郡，今属伦敦）家中病逝，享年56歲。

## 著作
- China, her future and her past: Being a charge delivered to the Anglican clergy in Trinity Church, Shanghae, on October 20, 1853. London, 1854.
- A narrative of an exploratory visit to each of the consular cities of China, and to the islands of Hong Kong and Chusan: On behalf of the Church Missionary Society, in the years 1844, 1845, 1846. London, 1847.
- Ten weeks in Japan. London, 1861.
- The case of our West-African cruisers and West-African settlements fairly considered. London, 1848.
- Lewchew and the Lewchewans: Being a narrative of a visit to Lewchew or Loo Choo, in October, 1850. London, 1853. About the Ryūkyū islands. (Also available here （页面存档备份，存于）.)
- Our national relations with China: Being two speeches delivered in Exeter Hall and in the Free-Trade Hall, Manchester. London, 1857. (Also available here （页面存档备份，存于）.)

## Source
- Bickley, Angela. "George Smith (1815–1871)." Oxford Dictionary of National Biography 51:124–5.

## 外部連結
- An engraving of Smith （页面存档备份，存于） at the National Portrait Gallery (London)
- 聖保羅書院 （页面存档备份，存于）：歷史